# Acrocefalosindattilia
L'acrocefalosindattilia, talvolta abbreviata in ACS, è la compresenza di oxicefalia e di sindattilia in un soggetto; si tratta di una condizione frutto di malattie genetiche che si trasmettono in modalità autosomica dominante.

## Classificazione
Ci sono diversi tipi di acrocefalosindattilia, afferenti a diverse sindromi genetiche:
- Tipo 1: sindrome di Apert[3][4][5]
- Tipo 2: sindrome di Crouzon[4]
- Tipo 3: sindrome di Saethre-Chotzen[6]
- Tipo 4: sindrome di Goodman (rinominata sindrome di Carpenter)
- Tipo 5: sindrome di Pfeiffer[7][8]

### Acrocefalopolisindattilia
Questo termine, abbreviabile in ACPS e costituente una variante dell'acrocefalosindattilia classica, indica la presenza di polidattilia oltre alla craniostenosi e alla sindattilia. Le sindromi con acrocefalopolisindattilia sono:
- Tipo 1: sindrome di Noack (rinominata sindrome di Pfeiffer)[8]
- Tipo 2: sindrome di Carpenter[9]
- Tipo 3: sindrome di Sakati-Nyhan-Tisdale[10]

Alcuni autori, comunque, suggeriscono l'abbandono della distinzione tra le sindromi caratterizzate da acrocefalosindattilia e quelle caratterizzate da acrocefalopolisindattilia.